# 权龙骏
权龙骏（1976年10月9日—），咸镜北道人，朝鲜足球教练，首位亮相中国职业足球联赛的朝鲜籍主教练。曾先后任四·二五体育助教和主教练，并率队出战亚足联杯。2019年10月至2021年6月，任丹东腾跃主教练，并于2020年率队冲乙成功，升入中乙联赛。

## 荣誉

### 个人
- 2018年朝鲜十佳足球教练

### 团队
- 2017年朝鲜足球甲级联赛冠军
- 2017-2018赛季朝鲜足球甲级联赛冠军
- 2018-2019赛季朝鲜足球甲级联赛冠军
- 2019年辽宁省足球运动协会超级联赛冠军
- 2020年辽宁省足球运动协会超级联赛冠军

## 相关链接
- Soccerway資料庫：权龙骏
- Transfermarkt：权龙骏 （页面存档备份，存于）